# Āsch

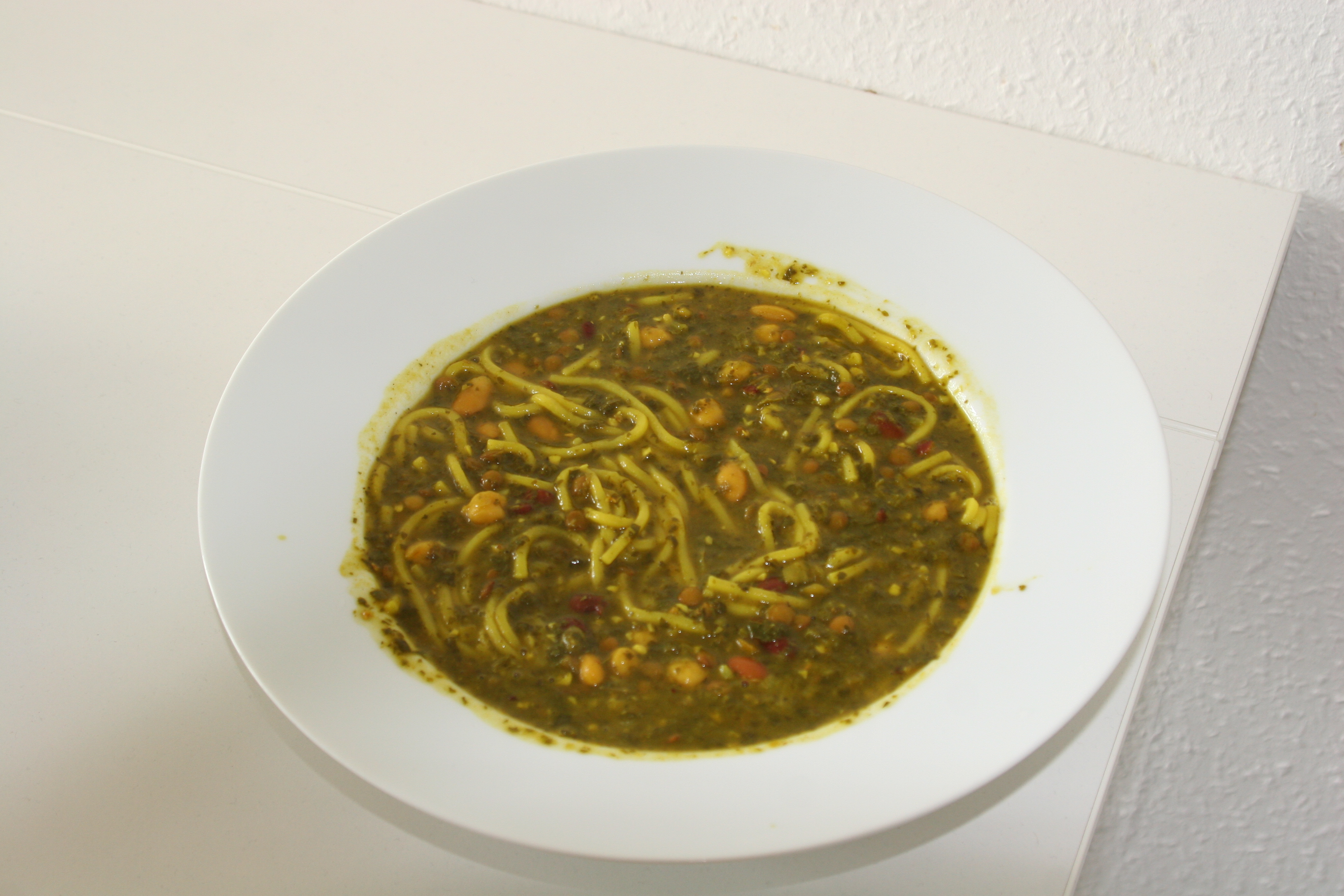
Āsch-e reschte

Āsch (persisch آش, DMG āš) ist in der persischen Küche die Bezeichnung für eine (regelmäßig heiß servierte) eintopfartige Suppe.
Die Zusammensetzung persischer Suppen ist unterschiedlich, vorwiegend beinhalten sie jedoch folgende Einlagen. So können Hülsenfrüchte wie Kichererbsen, Augenbohnen und Linsenarten darin enthalten sein. Ebenso werden verschiedene Gemüsesorten und Kräuter (Petersilie, Spinat, Dill, Frühlingszwiebeln, Koriander und getrocknete Minzen) sowie Zwiebeln, Öl, Fleisch, Knoblauch, persische Suppennudeln, Gewürze, u. a. Salz, Pfeffer, Kurkuma und Safran verwendet.

## Typische Suppen
- Āsch-e Reschte: Kräutereintopf mit Spinat und Kräutern, Bohnen und persischen (stark gesalzenen) Eintopfnudeln, angereichert mit Kaschk; beliebte Wintersuppe[1]
- Āsch-e anār Granatapfelschmortopf mit Hackfleisch[2]
- Āsch-e Mast (Joghurtsuppe): Kräutereintopf mit Kichererbsen und Bohnen, sowie saurem Joghurt (Kaschk)
- Āsch-e Dscho (Gerstensuppe): cremige Gerstensuppe
- Āsh-e Schalgham: dicke Gemüsesuppe mit Speiserübe, Soja, Linsen
- Āsh-e Shole Ghalamkar: dicke Suppe mit Kichererbsen, Linsen, weißen Bohnen, frischen Kräutern, Lammfleisch und Kaschk